# Ocean Avenue (album)
Pour les articles homonymes, voir Ocean Avenue.
Albums de Yellowcard
The Underdog EP
(2002) Lights and Sounds
(2006)
Ocean Avenue est le 4e album, de Yellowcard, sorti le 22 juillet 2003. C'est cet album qui a fait connaître Yellowcard dans le monde entier.

## Breathing
- Breathing est présent dans les jeux FlatOut 2 et Burnout 3: Takedown.